# Präzisionsflachstahl
Als Präzisionsflachstahl bezeichnet man einen Stab mit scharfkantigem, rechteckigem bzw. quadratischem Querschnitt aus Werkzeugstahl mit feinbearbeiteten, entkohlungsfreien Längsflächen. Er ist in Deutschland in der DIN 59350 genormt. Präzisionsflachstahl findet als Halbzeug im Maschinen-, Werkzeug-, Vorrichtungs- und Formenbau Verwendung.
Die Vorteile gegenüber Flachstahl liegen unter anderem in
- der entkohlungsfreien Oberfläche
- den eng tolerierten Abmessungen nahe dem Fertigmaß
- den geringeren Winkelabweichungen, Parallelität, Ebenheit und Rauheit

## Herstellung
Bleche der verschiedenen Qualitäten und Abmessungen werden als Vormaterial zur Herstellung von feinbearbeitetem Präzisionsflachstahl eingesetzt.
Der flüssige Stahl wird zu Blöcken vergossen und über mehrere Zwischenstationen zu Platinen, der Vorstufe des Blechs, verarbeitet. Auf Walztemperatur erwärmte Platinen werden auf Walzstraßen zu Blechen gewalzt. Danach werden sie, je nach Werkstoffgüte, geglüht.
Der Anlieferungszustand des Vormaterials für Präzisionsflachstahl ist bei Werkzeugstählen üblicherweise weichgeglüht.
Damit die Werkstücke bei der weiteren Verarbeitung wie z. B. der Wärmebehandlung eine tadellose und gleichmäßige Härte annehmen und damit die Riss- und Verzugsgefahr beim Härten reduziert wird, muss die Walz- und Glühhaut zusammen mit der entkohlten Oberfläche über das ganze Werkstück sorgfältig entfernt werden.